# Ésquines de Neápolis
Ésquines de Neápolis (em grego clássico: Αἰσχίνης ὁ Νεαπολίτης; da atual Nápoles) foi um filósofo acadêmico que compartilhou a liderança da Academia de Atenas junto com Charmadas e Clitômaco por volta de 110 a.C., quando Clitômaco era um homem idoso. Diógenes Laércio diz que foi aluno e favorito (paidika) de Melâncio de Rodes.